# David Schmoeller
David Schmoeller (nascut el 8 de desembre de 1947) és un director, productor i guionista de cinema nord-americà. Destaca per dirigir diversos llargmetratges de terror, com ara Tourist Trap (1979), La seducció (1982), Crawlspace (1986), Catacombs (1988), Puppet Master (1989) i Netherworld (1992). El maig de 2012, Schmoeller va rebre un premi a la seva trajectòria pel Festival de Cinema Fantaspoa de Porto Alegre, Brasil, on es va projectar el seu nou llargmetratge, 2 Little Monsters (2012) juntament amb les seves altres pel·lícules notables.

## Vida i carrera
Schmoeller va néixer a Louisville (Kentucky), i es va criar i es va educar a Texas. Va completar un màster en Ràdio-Televisió-Cinema a la Universitat de Texas a Austin. Dominant l'espanyol, va ser breument intèrpret per a ABC Sports durant els Jocs Olímpics d'Estiu de 1968 a Ciutat de Mèxic.
Va passar sis mesos com a becari amb l'escriptor i director Peter Hyams a la pel·lícula Capricorn u, abans d'escriure i dirigir el seu primer llargmetratge Tourist Trap (1979).
Tourist Trap es va basar en la pel·lícula de tesi de la Universitat de Texas de Schmoeller The Spider Will Kill You. Rodat en 24 dies, inclou una partitura de Pino Donaggio, actuacions de Chuck Connors i Tanya Roberts, i conté efectes de so extrets de La màquina del temps (1960) i Allò que el vent s'endugué (1939). (1939). Tot i que no va ser un gran èxit en aquell moment, des de llavors ha desenvolupat un culte i ha estat elogiat pel famós escriptor d'obres de terror Stephen King (que va elogiar la pel·lícula com un clàssic obscur al seu llibre Danse Macabre (1981). Tourist Trap també marcaria la primera col·laboració de Schmoeller amb el productor executiu Charles Band, que produiria diverses de les pel·lícules de Schmoeller, primer a través de la seva pròpia productora i més tard amb Empire International Pictures i Full Moon Features.
Per a la seva pel·lícula de segon any, Schmoeller va dirigir La seducció (1982), una pel·lícula de suspens protagonitzada per Morgan Fairchild i Andrew Stevens. La pel·lícula no va tenir una bona acollida i va generar diverses nominacions als Golden Raspberry (tot i que no en va guanyar cap).
Va seguir després a,b Crawlspace de 1986 (que va escriure i dirigir), una pel·lícula de terror protagonitzada per l'actor famós i difícil Klaus Kinski. Les malifetes de Kinski al plató inspirarien més tard el curtmetratge de Schmoeller sobre el tema titulat Please Kill Mr. Kinski.
A continuació, va coescriure i dirigir Catacombs protagonitzada per Timothy Van Patten. La pel·lícula es va rodar en només 20 dies i, posteriorment, es va retardar gairebé cinc anys per ser estrenada a causa dels problemes financers del distribuïdor Empire International Pictures. Quan finalment es va llançar directe a vídeo el 1993, va ser retitulada Curse IV: The Ultimate Sacrifice per Columbia TriStar Home Video, tot i no tenir cap relació amb la sèrie de pel·lícules que va començar amb The Curse el 1987.
Amb Catacombs acabada però encara no estrenada, Schmoeller va passar a dirigir una altra pel·lícula de terror, Puppet Master, el 1989. El productor i guionistaCharles Band —anteriorment el cap de l'ara fallida Empire International Pictures— va produir la pel·lícula amb el nom de la seva nova companyia Full Moon Productions (més tard rebatejada com a Full Moon Features). Molts dels personatges de titelles que Schmoeller va crear per a Puppet Master han aparegut a diverses seqüeles produïdes per Full Moon Features, tot i que el mateix Schmoellerno hi era implicat.
El 1991, Schmoeller va dirigir el conte de ciència-ficció de terror "The Arrival" protagonitzat per John Saxon. L'any següent, va estrenar una altra pel·lícula de terror directament a vídeo, Netherworld (de nou produït per Band per Full Moon Entertainment). El 1998, va dirigir la pel·lícula de ciència-ficció/aventures The Secret Kingdom. Després de la seva estrena, no dirigiria cap altre llargmetratge fins al 2009.
A principis de la dècada de 1990, va dirigir diversos episodis per a sèries de televisió com ara Silk Stalkings i Renegade, i també va dirigir una pel·lícula per a televisió anomenada Search for the Jewel of Polaris: Mysterious Museum el 1999.
En els darrers anys, Schmoeller ha produït molts dels seus propis projectes cinematogràfics, inclòs el llargmetratge Thor at the Bus Stop (2009), així com els notables curtmetratges Please Kill Mr. Kinski (1999), Spanking Lessons (2007), Wedding Day (2008) i el curtmetratge de terror Ha, Ha Horror (2012).
També va exercir com a director de veu per a la versió doblada en anglès de la pel·lícula d'anime Nausicaä de la Vall del Vent als anys vuitanta quan va ser re- titulat Guerrers del vent.
La seva pel·lícula més recent, el llargmetratge titulat 2 Little Monsters, es va estrenar el 2012. La pel·lícula és un drama psicològic que ficciona la vida moderna dels famosos assassins de nens Robert Thompson i Jon Venables, que el 1993 van ser condemnats per l'assassinat de James Bulger. El tema de la pel·lícula marca una sortida per al director, que abans havia estat associat a pel·lícules dels gèneres fantàstic i de terror. Per fer la pel·lícula, Schmoeller la va autofinançar pel que descriu com "una suma molt petita, unes 30 vegades menys que Tourist Trap". El mateix any, Schmoeller també va aparèixer al documental de 2013 Rewind This ! sobre l'impacte del VHS en la indústria del cinema i el vídeo casolà.
Actualment treballa com a professor de cinema a la Universitat de Nevada, Las Vegas.

## Filmografia (com a director)

### Pel·lícules
- The Spider Will Kill You (1976)
- Tourist Trap (1979)
- La seducció (1982)
- Crawlspace (1986)
- Catacombs (1988)
- Puppet Master (1989)
- The Arrival (1991)
- Netherworld (1992)
- The Secret Kingdom (1998)
- Mysterious Museum (1999)
- Please Kill Mr. Kinski (1999) (curtmetratge documental)
- Wedding Day (2008) (curtmetratge)
- Two Frenchmen Lost in Las Vegas (2010)
- The Price of Beautiful (2010)
- The Rules of House-sitting (2010)
- Ha, Ha Horror (2012) (curtmetratge)
- 2 Little Monsters (2012)

### Sèries de televisió (com a director)
- Silk Stalkings (sèrie de televisió) (1992–1993)
- Renegade (sèrie de televisió) (1992)